# Janowice (powiat włocławski)
Janowice – wieś w Polsce położona w województwie kujawsko-pomorskim, w powiecie włocławskim, w gminie Lubanie.
W latach 1954–1959 wieś należała i była siedzibą władz gromady Janowice, po jej zniesieniu w gromadzie Lubanie. W latach 1975–1998 miejscowość należała administracyjnie do województwa włocławskiego. Według Narodowego Spisu Powszechnego (III 2011 r.) liczyła 287 mieszkańców. Jest piątą co do wielkości miejscowością gminy Lubanie.
W trakcie badań archeologicznych przed budową autostrady A1 odkryto w tym miejscu wielokulturowe stanowisko z okresu wpływów rzymskich, w tym konkrecji bursztynu.